# Pseudophilautus dimbullae
Pseudophilautus dimbullae (Shreve, 1940) è un anfibio anuro estinto appartenente alla famiglia Rhacophoridae, endemico dello Sri Lanka.

## Descrizione
Olotipo femmina adulta 44,8 mm SVL. Corpo allungato, con testa convessa dorsalmente e regioni piane interorbitale e internarial. Timpano discernibile, obliquo con piega prominente supratympanic. Muso inclinato a 100 gradi (categoria 6 di Manamendra-Savarese e Pethiyagoda 2005), troncati nel profilo laterale, con taglienti canthi e lores concava. Papilla lingua assente. Difettando di Calcar. Vomerine denti presente con circa 10 piccoli denti sul crinale di vomerine. Ocello pineale carente. Soprannumerari tubercoli presenti sul palmo e suola. Dita con frangia laterale cutaneo, rudimentale della tessitura tra le dita I e II. Dita palmate medialmente e avendo debolmente sviluppata frangia sul bordo esterno del V dito del piede dalla punta a metà del piede. Piega tarsale e privo di tubercolo. Dorsum shagreened e fianco superiore. Agevolmente granulare gola e petto, ventre grosso modo granulare e nella parte inferiore della coscia, fianco inferiore granulare. Superfici dorsale della coscia, tibia e piede sono lisce (Manamendra-Savarese e Pethiyagoda 2005). Il colore in conservante: testa e corpo marrone su superfici dorsali. Barra interorbitale marrone scuro. Marcatura marrone scuro a forma di W sul dorso anteriore. Membra leggera marrone con incompleta crossbanding marrone più scuro. Marrone chiaro coscia posteriore con macchie marrone scuri. Marrone chiaro labbro superiore mentre il labbro inferiore è di colore giallo. Giallo paglierino scuro marrone, inferiore fianco di fianco superiore. Appassionato di gola pallida con margini marroni. Tessitura è marrone scuro (Manamendra-Savarese e Pethiyagoda 2005).

## Distribuzione
Questa specie è endemica dello Sri Lanka, dove è stato trovato l'olotipo in una tenuta a Dambulla, all'altezza di 1500 metri nel 1933.

## Estinzione
La specie è classificata come estinta poiché l'ultimo esemplare documentato risale al 1933; ricerche estese negli ultimi dieci anni non hanno trovato nessun esemplare.

## Tassonomia
A novembre 2014 non sono note sottospecie.